# HMS D6
HMS D6 – brytyjski okręt podwodny typu D. Zbudowany w latach 1910–1911 w Vickers, Barrow-in-Furness, gdzie okręt został wodowany 25 maja 1911 roku. Rozpoczął służbę w Royal Navy 29 listopada 1911 roku. Pierwszym dowódcą został Lt. Max Horton.
W 1914 roku D6 stacjonował w Harwich przydzielony do Ósmej Flotylli Okrętów Podwodnych (8th Submarine Flotilla) pod dowództwem Lt. Cdr. Roberta C. Halahana.
28 czerwca 1918 roku w czasie działań wojennych na Morzu Północnym na zachód od Inishtrahull Island, okręt został zatopiony przez niemiecki okręt podwodny SM UB-73. Z katastrofy ocalał tylko jeden marynarz.